# Christian Frevel
Christian Frevel (* 31. Juli 1962 in Siegen) ist ein deutscher römisch-katholischer Theologe und Alttestamentler.

## Leben
Frevel studierte nach seinem Abitur am Städtischen Albert Schweitzer-Gymnasium in Plettenberg von 1982 bis 1989 katholische Theologie, Orientalistik und Philosophie an der Rheinischen Friedrich-Wilhelms-Universität Bonn. 1994 wurde er dort mit der Arbeit „Aschera und der Ausschließlichkeitsanspruch YHWHs. Beiträge zu literarischen, religionsgeschichtlichen und ikonographischen Aspekten der Ascheradiskussion“ (Betreuer: Frank-Lothar Hossfeld) zum Dr. theol. promoviert. 1998 habilitierte er sich ebenfalls an der Universität Bonn mit der Habilitationsschrift „Mit Blick auf das Land die Schöpfung erinnern. Eine These zum Ende der Priestergrundschrift“ im Fach Exegese des Alten Testaments.
Von 2000 bis 2004 war Frevel als Professor für Biblische Theologie an der Universität zu Köln tätig. Seit November 2004 ist Frevel Inhaber des Lehrstuhls für Altes Testament an der Ruhr-Universität Bochum; er war Prodekan (2007–2011) und Dekan der Katholisch-Theologischen Fakultät (2011–2013). Seit 2015 ist er zudem außerordentlicher Professor für Altes Testament an der Universität Pretoria.
Frevel ist verheiratet und hat zwei Kinder.

## Wirken
Frevels Forschungen umfassen u. a. methodische, (religions-)geschichtliche, exegetische und theologische Fragestellungen. Seine Forschungsschwerpunkte reichen von der (Religions-)Geschichte des antiken Israels und seiner Umwelt über die Exegese des Pentateuch (mit einem besonderen Schwerpunkt auf dem Numeribuch) und der Klagelieder hin zur Biblischen Anthropologie. 2007–2011 führte er ein Projekt zur Mischehenfrage im nachexilischen Juda durch. Im Rahmen des geisteswissenschaftlichen Käte Hamburger Kollegs „Dynamiken der Religionsgeschichte zwischen Asien und Europa“ an der Ruhr-Universität Bochum erforscht er sowohl Biblische Reinheitskonzeptionen (in Kooperation mit Christophe Nihan) als auch die materielle Kultur der Perserzeit (in Zusammenarbeit mit Sakkie Cornelius). Seit 2011 führt er in Kooperation mit Thomas Pola und Aaron Schart ein Projekt zu den Traditions- und Redaktionsprozessen im Buch Numeri durch. Seine längerfristige Forschungsperspektive ist das Verfassen eines Numerikommentars in der Reihe „Herders Theologischer Kommentar zum Alten Testament“.
Neben Tätigkeiten in der universitären Selbstverwaltung ist Frevel seit 2009 Vorstandsmitglied des Käte Hamburger Kollegs „Dynamiken der Religionsgeschichte zwischen Asien und Europa“ an der Ruhr-Universität Bochum. Von 2004 bis 2012 war er Vorstandsmitglied des Deutschen Vereins zur Erforschung Palästinas und seit 2007 Mitglied in der Auswahlkommission des DAAD für das Studienjahr „Pro Memoria“ in Jerusalem. Darüber hinaus arbeitet Frevel an der Revision der Einheitsübersetzung im Auftrag der Deutschen Bischofskonferenz mit (Buch Numeri). Von 2009 bis 2011 war er Mitherausgeber der Reihe „Beiträge zur Wissenschaft des Alten und Neuen Testaments“ im Verlag Kohlhammer. Seit 2010 ist er der alttestamentliche Fachherausgeber der Studienbücher Theologie im Verlag Kohlhammer und seit 2011 der Reihe „Herders Biblische Studien“ des Herder Verlages.

## Werke (Auswahl)

### Monographien
- Das Buch Rut (Neuer Stuttgarter Kommentar: Altes Testament, Bd. 6), Stuttgart 1992, ISBN 978-3-460-07061-5
- Aschera und der Ausschließlichkeitsanspruch YHWHs. Beiträge zu literarischen, religionsgeschichtlichen und ikonographischen Aspekten der Ascheradiskussion (Bonner biblische Beiträge 94/1 und 94/2), Weinheim 1995
- Mit Blick auf das Land die Schöpfung erinnern. Zum Ende der Priestergrundschrift (Herders Biblische Studien 23), Freiburg u. a. 2000
- Mensch sein (zusammen mit Oda Wischmeyer), (Neue Echter Bibel – Ergänzungsbände), Würzburg 2003, ISBN 978-3-429-02177-1
- Geschichte Israels, 2., erweiterte und überarbeitete Auflage, Stuttgart 2018, ISBN 978-3-17-035420-3

### Herausgeberschaften
- Die Zehn Worte. Der Dekalog als Testfall der Pentateuchforschung (zusammen mit Michael Konkel und Johannes Schnocks), (Quaestiones Disputatae 212), Freiburg u. a. 2005, ISBN 978-3-451-02212-8
- Medien im antiken Palästina? Materielle Kommunikation und Medialität als Thema der Palästinaarchäologie (Forschungen zum Alten Testament II/10), Tübingen 2005, ISBN 978-3-16-148512-1
- Für immer verbündet. Studien zur Bundestheologie der Bibel (zusammen mit Christoph Dohmen), (Stuttgarter Bibelstudien 211), Stuttgart 2007
- Handbuch theologischer Grundbegriffe zum Alten und Neuen Testament (zusammen mit Angelika Berlejung), 2. Auflage, Darmstadt 2009, ISBN 978-3-534-22402-9
- Biblische Anthropologie. Neue Einsichten aus dem Alten Testament (Quaestiones Disputatae 237), Freiburg u. a. 2010, ISBN 978-3-451-02237-1
- Einleitung in das Alte Testament (1. Auflage 1995 von Erich Zenger), 9., aktualisierte Auflage  2016, Kohlhammer, Stuttgart, ISBN 978-3-17-030351-5